# Ary Verhaar
Adrianus Gerardus Petrus (Ary) Verhaar (Den Haag, 23 april 1900 - 5 maart 1994) was een Nederlands pianist, muziekpedagoog en componist.

## Opleiding
Hij was zoon van Maria van der Spek en winkelier Hubertus Verhaar. Zelf trouwde hij in 1939 met pianiste Wilhelmina Petronella (Willy) Smidts (1908-2000), opgeleid aan het Haags Conservatorium (onderwijs en uitvoerend); zij traden samen ook wel op. 
Zijn eerste muzieklessen kreeg Verhaar van zijn vader, die als amateur orgel en tuba speelde. Het zag er echter niet naar uit dat hij de muziekwereld zou ingaan. Hij studeerde eerst voor onderwijzer en haalde zijn diploma’s LO en MO. Hij gaf daarin ook enkele jaren les. Muziek bleef trekken en hij begon daarin op zijn 25e pas met een serieuze studie. Hij was daarin echter autodidact en had volgens het Geïllustreerde Muzieklexicon al minstens negentien werken op zijn naam. De bekroning met zijn eerste compositie, het oratorium Ichnaton's Zonnehymne, uit 1933 laat het einde van zijn leertijd zien; het werk kreeg uitvoeringen tot in Nederlands-Indië. 

## Activiteiten
Verhaar trad op als pianist in Den Haag, Amsterdam en voor verschillende omroepverenigingen. In de jaren 1961-1964 werkte hij als muziekmedewerker van het Haagsch Dagblad (in 1964 opgegaan in Het Parool). Hij was na 1933 ook privédocent voor piano en theoretische vakken. Onder anderen Daniël Wayenberg behoorde tot zijn leerlingen.

## Publicaties
Verhaar publiceerde biografieën over Claude Debussy, Maurice Ravel en Béla Bartók bij uitgeverij A.C. Kruseman, 1950.

## Composities
Verhaars composities laten zien dat hij gevoel heeft voor traditie, wat in zijn eerste werk Ichnaton's Zonnehymne al te horen was. Zijn werk sloot wel meer aan bij jongere componisten dan bij zijn tijdgenoten. Noemenswaardig is het werk Spiegel van het menschelijk bedrijf, dat gebaseerd is op teksten van de 17de-eeuwse dichter Jan Luyken. Verhaar schreef ook muziek ten behoeve van het muziekonderwijs.

## Prijzen en onderscheidingen
Verhaar werd twee maal de Visser Neerlandia-prijs toegekend: in 1959 voor 3 Sonaten opus B voor piano, en in 1962 voor zijn strijkkwartet. In 1960 kreeg hij de eerste en een tweede prijs voor Cliqueton-cliquetis voor alt en strijktrio alsmede Muziek voor clavichord, bij de prijsvraag van de Koninklijke Nederlandse Toonkunstenaars Vereniging. In hetzelfde jaar ontving hij voor de Mars voor harmonieorkest een prijs van de Nederlandse Reeders Vereniging en kreeg hij ook een prijs voor het werk Archangeli voor orgel, geschreven naar aanleiding van de restauratie van de Grote Kerk in Den Haag. 
- International Standard Name Identifier: 0000 0000 4448 9080
- Library of Congress Control Number: no2002097213
- Nationale Bibliotheek van Israël: 987007289291805171
- Nederlandse Thesaurus van Auteursnamen: 097408743
- Virtual International Authority File: 63684629
- WorldCat: E39PBJppGvPMfmfgmqV9mtWv73